# Lee Hae-ri
Đây là một tên người Triều Tiên, họ là Lee.
Lee Hae-ri (sinh ngày 14 tháng 2 năm 1985) là một ca sĩ và diễn viên người Hàn Quốc. Cô và Kang Min-kyung là bộ đôi  K-pop/R&B mang tên Davichi, bắt đầu nổi tiếng khi phát hành album đầu tay của họ Amaranth vào năm 2008. Davichi đã từng tung ra 2 album phòng thu, một số EP và đĩa đơn, với những ca khúc hit "Cry Again", "The Letter", "Do not Say Goodbye", "8282", "Time, Please Stop", "Turtle", "Be Warmed" và "Because I Miss You Today".

## Danh sách bài hát

### Solo
| Năm  | Bài hát                   | Nghệ sĩ                                | Ghi chú                      |
| ---- | ------------------------- | -------------------------------------- | ---------------------------- |
| 2008 | Crazy Woman               | Lee Hae-ri, Lee Jung-min & Kim Yeon-ji | East Of Eden OST             |
| 2008 | Red Bean                  | Lee Hae-ri                             | East Of Eden OST             |
| 2011 | At That Time, I Will Live | Lee Hae-ri                             | Lee Hae-ri & E-Tribe Project |
| 2011 | Can You Hear Me?          | Lee Hae-ri                             | Tears of Heaven Musical      |
| 2011 | The Person I Love         | Lee Hae-ri                             | Poseidon OST Part 3          |
| 2012 | You're All Grown Up       | SEEYA & Lee Hae-ri                     | SEEYA DAVICHI                |
| 2012 | Love Is All The Same      | Yangpa and Lee Hae-ri ft. Hanna        | Together                     |
| 2012 | Poison                    | The SeeYa ft. Lee Hae-ri               | Love You                     |
| 2012 | Sorrow                    | Wonder Boyz ft. Lee Hae-ri             | -                            |
| 2013 | The Road To School        | Kim Jin-ho ft. Lee Hae-ri              | Today                        |
| 2013 | If You Loved Me           | Zia and Lee Hae-ri                     | If You Loved Me              |
| 2014 | Feel So Empty Without You | Shin Yong-jae of 4Men and Lee Hae-ri   | Acoustic Project #1. Cloud   |
| 2015 | Heart                     | Highbrow ft. Lee Hae-ri                | EASTIST                      |

## Nhạc kịch
| Năm  | Tên                  | Ghi chú   |
| ---- | -------------------- | --------- |
| 2011 | Tears of Heaven      | Rynn      |
| 2012 | Mozart, l'opéra rock | Constanze |
| 2014 | Hero                 | Seol-hee  |

## Giọng hát
- Loại giọng: Light Soprano (Nữ Cao Sáng Nhẹ)
- Quãng giọng: C#3 ~ G5 ~ B5 (2 quãng tám 5 nốt)

## Chương trình truyền hình

### Immortal Songs 2
| Ngày                     | Tập | Legend                                    | Tên bài hát                                   | Kết Quả                |
| ------------------------ | --- | ----------------------------------------- | --------------------------------------------- | ---------------------- |
| ngày 30 tháng 7 năm 2011 | 9   | Shin Seung-hun - Female Vocalists Special | You're Just Somewhere a Little Higher Than Me | Won 2 times in a row   |
| 17 Sept 2011             | 16  | 7080 Vocalists Special                    | Forgotten Flower                              | Won for Round 1        |
| 26 Nov 2011              | 26  | Lee Kwangjo                               | Who Is He                                     | -                      |
| 03 Dec 2011              | 27  | Choi Baekho                               | I Love You                                    | -                      |
| 10 Dec 2011              | 28  | 7080 OST Special                          | Walking In The Rain                           | 1st Final Winner       |
| 17 Dec 2011              | 29  | Jeong Hunhui & Kim Taehwa                 | Uninhabited Island                            | -                      |
| 31 Dec 2011              | 31  | Super Match Unfortunate Classic           | You're Just Somewhere a Little Higher Than Me | Won over Minkyung      |
| 14 Jan 2012              | 33  | Duet with Lagends                         | Anthem Of Love ft. Yoo Yeol                   | -                      |
| 21 Jan 2012              | 34  | Tae Jinah & Seol Wundo                    | Twist Of Love                                 | -                      |
| ngày 19 tháng 5 năm 2012 | 51  | JYP                                       | Behind You                                    | Won over Ulala Session |
| ngày 2 tháng 6 năm 2012  | 53  | Sobangcha                                 | White Wind                                    | 2nd Final Winner       |
| 29 Dec 2012              | 81  | Trot Big 4 Special                        | Really                                        | -                      |
| 16 Nov 2013              | 127 | Autumn Men Special                        | Reminiscence ft. Kim Donghyun                 | -                      |
| 23 Nov 2013              | 128 | Onions, Letter To The Youth               | Lone Path ft. Big Star                        | -                      |
| 30 Nov 2013              | 129 | Park Sang Min                             | Sunflower                                     | 3rd Final Winner       |
| 07 Dec 2013              | 130 | Remake Special                            | Passion Flower                                | -                      |
| ngày 21 tháng 6 năm 2014 | 153 | 3rd Anniversary Special                   | Invisible Love                                | -                      |
| ngày 6 tháng 6 năm 2015  | 202 | Lee Seung Chul                            | Don't Leave ft. Shin Yongjae                  | -                      |
| ngày 27 tháng 6 năm 2015 | 205 | The Seven Divas Special                   | The Only Is My World                          | -                      |
| 23 Jan 2016              | 235 | Kim Kwangseok's 20th Anniversary          | To You                                        | -                      |

### Khác
| Năm  | Kênh | Chương trình              | Tập | Bài hát           |
| ---- | ---- | ------------------------- | --- | ----------------- |
| 2016 | JTBC | Two Yoo Project Sugar Man | 22  | I Have No Problem |